# Aeschremon conchylialis
Aeschremon conchylialis is een vlinder uit de familie van de grasmotten (Crambidae), uit de onderfamilie van de Odontiinae. De wetenschappelijke naam van deze soort is voor het eerst voorgesteld als Anthophilodes conchylialis door Hugo Theodor Christoph in een publicatie uit 1872.
De soort komt voor in Rusland en is voor het eerst ontdekt in Sarepta in Oblast Wolgograd.